# Keith Rowland
Keith Rowland (Portadown, 1º settembre 1971) è un calciatore nordirlandese, di ruolo difensore, tecnico del Brentwood Town.

## Carriera

### Giocatore

#### Club
Escludendo una parentesi al Dublin City nel 2004 ha militato per tutta la carriera in Inghilterra, giocando soprattutto nel Bournemouth, nel QPR e nel West Ham Utd; con quest'ultimo club ha giocato per quattro anni e mezzo in Premier League, segnando un gol nel pareggio in trasferta per 1-1 contro il Newcastle Utd del 16 novembre 1996.

#### Nazionale
Ha esordito con la nazionale maggiore l'8 settembre 1993 nel successo per 2-0 contro la Lettonia. Il 10 ottobre 1998 ha segnato la sua prima rete per la massima selezione nordirlandese nella sfida vinta per 1-0 contro la Finlandia. Quella contro i finlandesi è stata la sua unica rete da lui segnata in 19 presenze complessive con l'Irlanda del Nord.

### Allenatore
Il 4 gennaio 2016 diventa il nuovo allenatore del Wingate & Finchley, incarico che ricopre sino al 2 ottobre 2018, giorno in cui rescinde il proprio contratto con il club.
Il 29 agosto 2019 diventa il nuovo tecnico dell'Aveley.
Il 7 novembre 2021 viene esonerato.
Il 17 ottobre 2023 diventa il nuovo allenatore del Brentwood Town.

## Statistiche

### Cronologia presenze e reti in nazionale
| Cronologia completa delle presenze e delle reti in nazionale ― Irlanda del Nord | Cronologia completa delle presenze e delle reti in nazionale ― Irlanda del Nord | Cronologia completa delle presenze e delle reti in nazionale ― Irlanda del Nord | Cronologia completa delle presenze e delle reti in nazionale ― Irlanda del Nord | Cronologia completa delle presenze e delle reti in nazionale ― Irlanda del Nord | Cronologia completa delle presenze e delle reti in nazionale ― Irlanda del Nord | Cronologia completa delle presenze e delle reti in nazionale ― Irlanda del Nord | Cronologia completa delle presenze e delle reti in nazionale ― Irlanda del Nord |
| Data                                                                            | Città                                                                           | In casa                                                                         | Risultato                                                                       | Ospiti                                                                          | Competizione                                                                    | Reti                                                                            | Note                                                                            |
| ------------------------------------------------------------------------------- | ------------------------------------------------------------------------------- | ------------------------------------------------------------------------------- | ------------------------------------------------------------------------------- | ------------------------------------------------------------------------------- | ------------------------------------------------------------------------------- | ------------------------------------------------------------------------------- | ------------------------------------------------------------------------------- |
| 8-9-1993                                                                        | Belfast                                                                         | Irlanda del Nord                                                                | 2 – 0                                                                           | Lettonia                                                                        | Qual. Mondiali                                                                  | -                                                                               | 59’                                                                             |
| 22-5-1995                                                                       | Edmonton                                                                        | Canada                                                                          | 2 – 0                                                                           | Irlanda del Nord                                                                | Amichevole                                                                      | -                                                                               |                                                                                 |
| 25-5-1995                                                                       | Edmonton                                                                        | Cile                                                                            | 2 – 1                                                                           | Irlanda del Nord                                                                | Amichevole                                                                      | -                                                                               |                                                                                 |
| 7-6-1995                                                                        | Belfast                                                                         | Irlanda del Nord                                                                | 1 – 2                                                                           | Lettonia                                                                        | Qual. Euro 1996                                                                 | -                                                                               | 63’                                                                             |
| 3-9-1995                                                                        | Lisbona                                                                         | Portogallo                                                                      | 1 – 1                                                                           | Irlanda del Nord                                                                | Qual. Euro 1996                                                                 | -                                                                               | 78’                                                                             |
| 11-10-1995                                                                      | Eschen                                                                          | Liechtenstein                                                                   | 0 – 4                                                                           | Irlanda del Nord                                                                | Qual. Euro 1996                                                                 | -                                                                               | 90’                                                                             |
| 27-3-1996                                                                       | Belfast                                                                         | Irlanda del Nord                                                                | 0 – 2                                                                           | Norvegia                                                                        | Amichevole                                                                      | -                                                                               | 56’                                                                             |
| 24-4-1996                                                                       | Belfast                                                                         | Irlanda del Nord                                                                | 1 – 2                                                                           | Svezia                                                                          | Amichevole                                                                      | -                                                                               |                                                                                 |
| 29-5-1996                                                                       | Belfast                                                                         | Irlanda del Nord                                                                | 1 – 1                                                                           | Germania                                                                        | Amichevole                                                                      | -                                                                               | 46’                                                                             |
| 31-8-1996                                                                       | Belfast                                                                         | Irlanda del Nord                                                                | 0 – 1                                                                           | Ucraina                                                                         | Qual. Mondiali 1998                                                             | -                                                                               | 84’                                                                             |
| 5-10-1996                                                                       | Belfast                                                                         | Irlanda del Nord                                                                | 1 – 1                                                                           | Armenia                                                                         | Qual. Mondiali 1998                                                             | -                                                                               |                                                                                 |
| 22-1-1997                                                                       | Palermo                                                                         | Italia                                                                          | 2 – 0                                                                           | Irlanda del Nord                                                                | Amichevole                                                                      | -                                                                               | 69’                                                                             |
| 10-9-1997                                                                       | Zurigo                                                                          | Albania                                                                         | 1 – 0                                                                           | Irlanda del Nord                                                                | Qual. Mondiali 1998                                                             | -                                                                               | 46’                                                                             |
| 5-9-1998                                                                        | Istanbul                                                                        | Turchia                                                                         | 3 – 0                                                                           | Irlanda del Nord                                                                | Qual. Euro 2000                                                                 | -                                                                               | 46’                                                                             |
| 10-10-1998                                                                      | Belfast                                                                         | Irlanda del Nord                                                                | 1 – 0                                                                           | Finlandia                                                                       | Qual. Euro 2000                                                                 | 1                                                                               | 88’                                                                             |
| 18-11-1998                                                                      | Belfast                                                                         | Irlanda del Nord                                                                | 2 – 2                                                                           | Moldavia                                                                        | Qual. Euro 2000                                                                 | -                                                                               | 78’                                                                             |
| 27-3-1999                                                                       | Belfast                                                                         | Irlanda del Nord                                                                | 0 – 3                                                                           | Germania                                                                        | Qual. Euro 2000                                                                 | -                                                                               | 67’                                                                             |
| 27-4-1999                                                                       | Belfast                                                                         | Irlanda del Nord                                                                | 1 – 1                                                                           | Canada                                                                          | Amichevole                                                                      | -                                                                               |                                                                                 |
| 29-5-1999                                                                       | Dublino                                                                         | Irlanda                                                                         | 0 – 1                                                                           | Irlanda del Nord                                                                | Amichevole                                                                      | -                                                                               | 74’                                                                             |
| Totale                                                                          |                                                                                 | Presenze                                                                        | 19                                                                              |                                                                                 | Reti                                                                            | 1                                                                               |                                                                                 |

## Palmarès

### Allenatore

#### Competizioni regionali
- Isthmian Football League North Division: 1

Brentwood Town: 2024-2025